# Rivellia rufibasis
Rivellia rufibasis är en tvåvingeart som beskrevs av Malloch 1939. Rivellia rufibasis ingår i släktet Rivellia och familjen bredmunsflugor. Inga underarter finns listade i Catalogue of Life.